# Жорстке кодування
Жорстки́й код (відомий також як англ. Hard coding, hard-code чи hardcode) — термін належить до розробки програмного забезпечення, коли вхідні дані зашиваються жорстко в програму і не можуть бути змінені без правки коду програми. Є антипатерном в програмуванні, не рекомендований до використання.
Більш загально — вкладення припущень про середовище системи у її реалізації.
Класичним прикладом є задання абсолютного шляху до файлу в коді програми, замість відносного чи надання можливості вибрати користувачу цей файл.
```
const
 
char
 
*
filename
=
"C:
\\
myfile.txt"
;

```

Проблема полягає в тому, що на іншому комп'ютері або в іншій папці програма не буде працювати.